# Заблаће (Шабац)
Заблаће је насеље у Србији у општини Шабац у Мачванском округу. Према попису из 2022. било је 475 становника.

## Галерија
- Здравствена амбуланта
- Сеоска школа
- Зграда у центру села
- Спомен плоча

## Демографија
У насељу Заблаће живи 458 пунолетних становника, а просечна старост становништва износи 42,9 година (42,4 код мушкараца и 43,3 код жена). У насељу има 196 домаћинстава, а просечан број чланова по домаћинству је 3,44.
Ово насеље је великим делом насељено Србима (према попису из 2002. године), а у последња три пописа, примећен је пад у броју становника.
|  |

| Демографија | Демографија | Демографија |
| Година      | Становника  | Становника  |
| ----------- | ----------- | ----------- |
| 1948.       | 824         |             |
| 1953.       | 871         |             |
| 1961.       | 891         |             |
| 1971.       | 844         |             |
| 1981.       | 793         |             |
| 1991.       | 748         | 614         |
| 2002.       | 474         | 598         |

| Етнички састав према попису из 2002.‍ | Етнички састав према попису из 2002.‍ | Етнички састав према попису из 2002.‍ | Етнички састав према попису из 2002.‍ | Етнички састав према попису из 2002.‍ |
| ------------------------------------ | ------------------------------------ | ------------------------------------ | ------------------------------------ | ------------------------------------ |
|                                      |                                      |                                      |                                      |                                      |
| Срби                                 | Срби                                 |                                      | 458                                  | 97,62%                               |
| Роми                                 | Роми                                 |                                      | 9                                    | 1,33%                                |
| Хрвати                               | Хрвати                               |                                      | 2                                    | 0,29%                                |
| Муслимани                            | Муслимани                            |                                      | 1                                    | 0,14%                                |
| непознато                            | непознато                            |                                      | 3                                    | 0,44%                                |

| Година пописа     | 1948. | 1953. | 1961. | 1971. | 1981. | 1991. | 2002. |
| ----------------- | ----- | ----- | ----- | ----- | ----- | ----- | ----- |
| Број домаћинстава | 157   | 171   | 194   | 202   | 209   | 207   | 196   |

| Број чланова      | 1  | 2  | 3  | 4  | 5  | 6  | 7  | 8 | 9 | 10 и више | Просек |
| ----------------- | -- | -- | -- | -- | -- | -- | -- | - | - | --------- | ------ |
| Број домаћинстава | 37 | 44 | 24 | 32 | 23 | 23 | 10 | 2 | 0 | 1         | 3,44   |

| Пол    | Укупно | Неожењен/Неудата | Ожењен/Удата | Удовац/Удовица | Разведен/Разведена | Непознато |
| ------ | ------ | ---------------- | ------------ | -------------- | ------------------ | --------- |
| Мушки  | 292    | 81               | 186          | 17             | 5                  | 3         |
| Женски | 293    | 45               | 191          | 52             | 5                  | 0         |
| УКУПНО | 585    | 126              | 377          | 69             | 10                 | 3         |

| Пол    | Укупно                    | Пољопривреда, лов и шумарство | Рибарство                            | Вађење руде и камена | Прерађивачка индустрија       |
| ------ | ------------------------- | ----------------------------- | ------------------------------------ | -------------------- | ----------------------------- |
| Мушки  | 191                       | 162                           | 0                                    | 0                    | 15                            |
| Женски | 152                       | 137                           | 0                                    | 0                    | 5                             |
| УКУПНО | 343                       | 299                           | 0                                    | 0                    | 20                            |
| Пол    | Производња и снабдевање   | Грађевинарство                | Трговина                             | Хотели и ресторани   | Саобраћај, складиштење и везе |
| Мушки  | 1                         | 4                             | 3                                    | 0                    | 2                             |
| Женски | 0                         | 0                             | 4                                    | 0                    | 0                             |
| УКУПНО | 1                         | 4                             | 7                                    | 0                    | 2                             |
| Пол    | Финансијско посредовање   | Некретнине                    | Државна управа и одбрана             | Образовање           | Здравствени и социјални рад   |
| Мушки  | 0                         | 0                             | 0                                    | 1                    | 2                             |
| Женски | 0                         | 0                             | 0                                    | 2                    | 3                             |
| УКУПНО | 0                         | 0                             | 0                                    | 3                    | 5                             |
| Пол    | Остале услужне активности | Приватна домаћинства          | Екстериторијалне организације и тела | Непознато            | Непознато                     |
| Мушки  | 0                         | 0                             | 0                                    | 1                    | 1                             |
| Женски | 1                         | 0                             | 0                                    | 0                    | 0                             |
| УКУПНО | 1                         | 0                             | 0                                    | 1                    | 1                             |